# ۱۲:۰۸ شرق بخارست
۱۲:۰۸ شرق بخارست (رومانیایی: A fost sau n-a fost?) فیلمی در ژانر کمدی به کارگردانی کورنلیو پورومبوی است که در سال ۲۰۰۶ منتشر شد. این فیلم برنده دوربین طلایی از جشنواره فیلم کن شده‌است.